# Arthur Alexander (Mediziner)
Arthur Alexander (* 1870 in Danzig; † nach 1935) war ein deutscher Mediziner.

## Leben
Alexander studierte Medizin an der Friedrich-Wilhelms-Universität Berlin und wurde 1893 approbiert und 1894 in Leipzig Dr. med. Von 1898 bis 1907 war er als Assistent an der Universitäts-Poliklinik für Hals- und Nasenkranke in Berlin tätig, an der er bereits seit 1890 arbeitete.
Seit 1896 war Arthur Alexander Arzt für Hals-, Nasen- und Kehlkopfkranke. Im Jahre 1909 erhielt er als Laryngologe den Professor-Titel. Er wohnte in Berlin-Charlottenburg.

## Werk
Arthur Alexander schrieb Aufsätze und Abhandlungen im Archiv für Laryngologie und Rhinologie, in der Berliner klinischen Wochenschrift und in der Wiener klinischen Rundschau über Nasenpolypen, Neubildungen der Stimmlippen, Nasennebenhöhlenerkrankungen usw.